# 多洛米蒂航空航点
以下是多洛米蒂航空的國內和國外目的地（2011年4月至2011年10月）:
- 奧地利
  - 維也納：維也納國際機場
- 德國
  - 法蘭克福：法蘭克福機場
  - 慕尼黑：慕尼黑機場樞紐機場
- 意大利
  - 安科納：安科納機場
  - 博洛尼亞：波隆納機場
  - 佛羅倫斯：佛罗伦萨－佩雷托拉机场
  - 熱那亞：熱那亞－克里斯托弗·哥倫布機場
  - 米蘭：馬爾彭薩機場
  - 比薩：比薩－聖朱斯托機場
  - 羅馬：羅馬－菲烏米奇諾機場
  - 第里雅斯特：弗留利—威尼斯朱利亞機場
  - 都靈：都靈—卡塞勒機場
  - 威尼斯：威尼斯－泰塞拉機場
  - 維羅納：維羅納機場